# Pałac Rudolfa Kellera
Pałac Rudolfa Kellera z 1890 r. przy ul. Gdańskiej 49/53 (dawniej Długa) w Łodzi

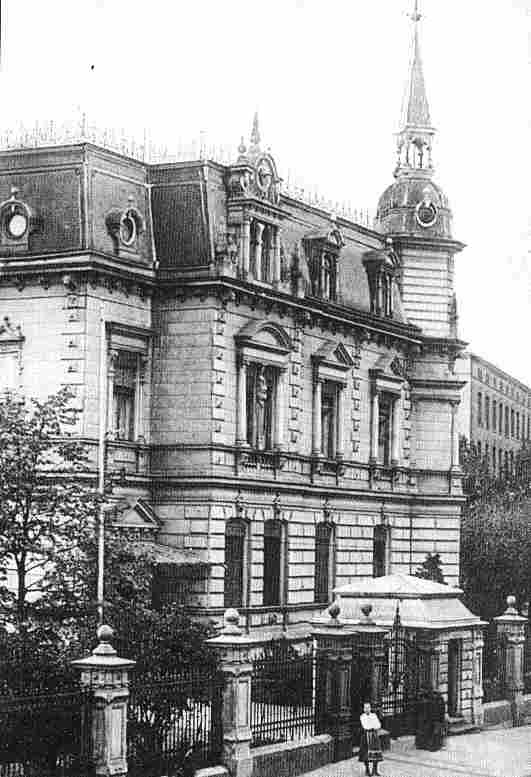
Pałac (widok archiwalny)

Luksusowa willa wzniesiona została według projektu Hilarego Majewskiego, na zlecenie Rudolfa Kellera. Był to imigrant z terenów pruskich, który początkowo, w roku 1882, wzniósł na tej parceli zabudowania fabryki wstążek, tasiemek i koronek. W 1907 roku, wraz z przylegającą fabryką, pałac został sprzedany Emilowi Eisertowi, a od 1922 do wybuchu wojny był własnością „Spółki Akcyjnej Emila Eiserta i Braci Schweikertów”.
Budynek został zbudowany w stylu neorenesansu północnego z wpływem francuskiego przez firmę Otto Gehliga z Łodzi. Detal architektoniczny renesansowo-manierystyczny wzorowany był na przykładach francuskich i niderlandzkich. Sztukaterię i wnętrza wykonane przez N. Gunzela, ukończono w 1892 roku. W 1907 po zmianie właściciela nastąpiły również pewne zmiany w wystroju wnętrz i wówczas zamówiono w nieznanej wytwórni łódzkiej lub niemieckiej dwa witraże krajobrazowe o secesyjnej stylistyce do reprezentacyjnej klatki schodowej.
Willa ta jest wolno stojąca, podpiwniczona z mansardowym poddaszem, na planie zbliżonym do kwadratu, w układzie trzytraktowym z reprezentacyjną klatką schodową w części południowo-zachodniej.
Elewacja frontowa jest najbardziej urozmaicona, w narożniku północno-zachodnim na parterze znajduje się murowana weranda z zejściem do ogrodu, a nad nią obszerny taras z kutą żelazną balustradą. Okna parteru zamknięte są łukiem odcinkowym, na piętrze zaś prostokątne ujęte w edykuły, flankowane półkolumnami. W narożniku północno-wschodnim znajduje się ukośnie dostawiona wieżyczka.
Układ wnętrz jest amfiladowy z wielopoziomowym westybulem na parterze oraz obszernym korytarzem – hallem na pierwszym piętrze. We wnętrzach tych dominuje wystrój o motywach włoskiego renesansu i manieryzmu.
Na szczególną uwagę zasługują unikalne na terenie Łodzi rozwiązania stropów sztukatorskich, występuje tzw. faseta podwinięta przysłaniająca częściowo strop, oraz zastosowanie łuku pięciolistnego pomiędzy pomieszczeniami w południowo-wschodniej części pierwszego piętra.
W okresie PRL przez wiele lat w pałacu mieścił się przyzakładowy żłobek Zakładów Przemysłu Pasmanteryjnego „Lenora” (d. fabryki Kellera). Po roku 1989 został zlikwidowany, a obiekt kupiła włoska spółka prawa handlowego. Na początku 2005 pałac wyceniany był na kwotę 400 tys. euro. Według opinii publicznej obiekt nabył amerykański aktor Max Ryan z zamiarem przeprowadzenia kapitalnego remontu budowli i uruchomienia w niej pensjonatu, jednak według księgi wieczystej numer LD1M/00086278/9 właścicielem działki jest Gmina Łódź; użytkownikiem wieczystym nie jest Max Ryan, a Brian Jonathan Egan (poprzednimi zaś – "Sara" sp. z o.o., Marta Gierszanin).
W nocy z 31 marca na 1 kwietnia 2010 w niszczejącym od lat zabytku wybuchł pożar, który pochłonął część dachu oraz uszkodził charakterystyczną wieżyczkę. Od połowy 2012 użytkownik wieczysty próbuje sprzedać zniszczony w coraz większym stopniu obiekt.
11 marca 2020 roku Łodzianie mieszkający w sąsiedztwie wilii Rudolfa Kellera zauważyli, że wieżyczka wilii chwieje się. We wrześniu 2020 roku Straż Pożarna przy udziale Powiatowego Inspektora Nadzoru Budowlanego i Wojewódzkiego Konserwatora Zabytków zdjęła uszkodzoną wieżyczkę.
Od 2020 roku działa cały ruch społeczny, którego celem jest podejmowanie działań na rzecz ratowania zabytku willi Rudolfa Kellera. Ruch społeczny, w którego skład bierze kilka stowarzyszeń i nieformalnych grup, skupia się wokół stowarzyszenia KelleReakcja.
Budynek wpisany jest do rejestru zabytków pod numerem A/299 z 20.12.1983 oraz do Gminnej Ewidencji Zabytków pod numerem 167 (zespół willowy Rudolfa Kellera; od 1907 r. Emila Eiserta) oraz 168 (stróżówka, ogrodzenie z bramą, ogród przywillowy).